# ヤン・ボークレブ
ヤン・ボークレブ（Jan Boklöv、1966年4月14日 - ）は、スウェーデンイェリヴァーレ近郊出身のスキージャンプ選手。スウェーデン人として最も成功した選手として知られ、彼以上の実績を持つのはスヴェン・セロンイェルである。

## V字ジャンプのパイオニア
元々足がガニ股であったため、1985年頃から空中でスキーの先端が大きく開くフォームとなってしまい、板を揃えて飛ぶのが当たり前だった当時としては非常に特徴的であったが、これが功を奏して飛距離を伸ばすようになった。
当時はスキーの板を並行に揃えないと飛型点を減点されるうえに最初の頃は空中姿勢も安定していなかったため、このフォームで飛距離を伸ばしてもなかなか成績を残せずにいたが、1988-89年シーズンには空中姿勢と着地が非常に安定するようになると、板を開いたこと以外による減点はほとんど無く、板を開いたことによって飛距離が出ることに加えマッチ・ニッカネンやイェンス・バイスフロクと言ったクラシカルスタイルのライバル達に飛型点さえ勝ることもあり、このシーズンに5勝を挙げて総合優勝を果たした。
1989年に故障して以降は成績が伸び悩み、88-89年シーズン以外は1勝も出来ず1993年に現役を引退しているが（総合優勝したシーズンのみで勝利を挙げているのはボークレブのみ）、その後彼に追従してV字ジャンプを取り入れる選手が出始め、V字ジャンプに飛距離を伸ばす効果があることも明らかになり、1991年には板を開くことによる減点もルール改正で撤廃され、現在に至るまでジャンプの空中フォームの主流スタイルとして定着している。
彼は2度の冬季オリンピックに出場している。カルガリーオリンピックでは団体で7位、アルベールビルオリンピックでは個人ノーマルヒルで47位となった。
1989年にラハティで行われたノルディックスキー世界選手権で団体5位、個人ノーマルヒル10位に入った。
1990年にヴィケルスンで行われたスキーフライング世界選手権では27位だった。